# Loadlin
loadlin – program rozruchowy Linuksa mający postać pliku wykonywalnego w formacie EXE, dziającego w natywnym środowisku DOS (oraz Microsoft Windows posiadających takie środowisko, np. Windows 95 czy Windows 98; nie posiadają go Windows NT, XP oraz wszystkie późniejsze wersje, które środowisko systemu MS-DOS jedynie emulują). 

## Działanie
Uruchomiony loadlin ładuje jądro Linuxa oraz (opcjonalnie) ramdysk inicjalizacyjny do pamięci operacyjnej komputera, po czym uruchamia system Linux przekazując sterowanie do wczytanego jądra Linuxa (środowisko systemu DOS przestaje działać).
Uruchamianie Linuxa przy pomocy loadlin jest jedną z najbezpiecznejszych metod, nie wymaga  bowiem żadnych ingenencji w system operacyjny na dysku. W szczególności nie wymaga modyfikacji krytycznych obszarów startowych takich jak MBR.